# Julius Hemphill
Julius Hemphill, (Fort Worth, 1938. január 24. – New York, 1995. április 2.) amerikai szaxofonos, fuvolás; zenekarvezető.

## Pályafutása
Hemphill a texasi Fort Worthben született. Az I. M. Terrell Gimnáziumba járt − mint Ornette Coleman is. Zenei tanulmányait a North Texas State College-ban végezte. Klarinétozni John Cartertől tanult, mielőtt szaxofonozni kezdett volna. Gerry Mulligan erősen hatott rá.
Hemphill 1964-ben csatlakozott az Egyesült Államok hadseregéhez, és ott több évig volt a zenekar tagja. Később − rövid ideig − Ike Turnerrel lépett fel.
1968-ban St. Louis-ba költözött, és társalapítója lett a Black Artists' Group (BAG) nevű multidiszciplináris művészeti kollektívának. Itt olyan művészekkel hozta kapcsolatba, mint Oliver Lake és Hamiet Bluiett szaxofonosok, Baikida Carroll és Floyd LeFlore trombitás, valamint az író/rendező Malinke Robert Elliott.
Hemphill az 1970-es évek közepén New Yorkba költözött, és free jazzt játszott. Anthony Braxtonnal több, csak szaxofonos együttesben is közreműködött. Az 1990-es évek elején kilépett a World Saxophone Quartetből, és létrehozott egy szaxofon kvintettet.
Hemphill több mint húsz albumot rögzített zenekarvezetőként.
Élete végén a rossz egészségi állapota (cukorbetegséget, szívműtét) arra kényszerítette, hogy abbahagyja a szaxofonozást. New Yorkban bekövetkezett haláláig viszont folytatta a komponálást. 2021-ben a New World Records kiadott egy retrospektív, hétlemezes dobozos albumot The Boyé Multi-National Crusade for Harmony címmel − Hemphill közreműködésével.
Hemphill életével és zenéjével kapcsolatos információforrás egy többórás szóbeli interjú, amelyet a Smithsonian Intézet számára készített 1994 március-áprilisában. Ezt az anyagot a washingtoni National Museum of American History Archívum Központjában őrzik.

## Albumok
- Dogon A.D. (1972)
- Coon Bid'ness (1975)
- Blue Boyé (1977)
- Roi Boyé & the Gotham Minstrels (1977)
- Raw Materials and Residuals (1978)
- Buster Bee (1978) with Oliver Lake
- Live in New York (Julius Hemphill and Abdul Wadud (1978)
- Flat-Out Jump Suite (1980)
- Georgia Blue (1984)
- Julius Hemphill Big Band (1988)
- Fat Man and the Hard Blues (1991)
- Live from the New Music Cafe (1992)
- Oakland Duets (1992) with Abdul Wadud
- Five Chord Stud (1993)
- Chile New York (1998) (Recorded 1980)
- Live at Kassiopeia (2011) with Peter Kowald
- The Boyé Multi-National Crusade for Harmony (2021) 7-CD

### Julius Hemphill Big Band
Tagok:
- Julius Hemphill
- John Purcell, John Stubblefield, Marty Ehrlich − altszaxofon, szopránszaxofone, fuvola
- J. D. Parran − bariton szaxofon
- David Hines, Rasul Siddik − trombita
- Vincent Chancey − kürt
- Frank Lacy − harsona
- David Taylor − basszus harsona
- Bill Frisell, Jack Wilkins − gitár
- Jerome Harris − basszusgitár
- Ronnie Burrage − dob
- Gordon Gottlieb − ütősök
- K. Curtis Lyle − szpíker
- Darrold Hunt

## Díjak
- Bessie Award[5]

## Fordítás
Ez a szócikk részben vagy egészben  a   Julius Hemphill című angol Wikipédia-szócikk ezen változatának fordításán alapul.  Az eredeti cikk szerkesztőit annak laptörténete sorolja fel. Ez a jelzés csupán a megfogalmazás eredetét és a szerzői jogokat jelzi, nem szolgál a cikkben szereplő információk forrásmegjelöléseként.